# Avort selectiv

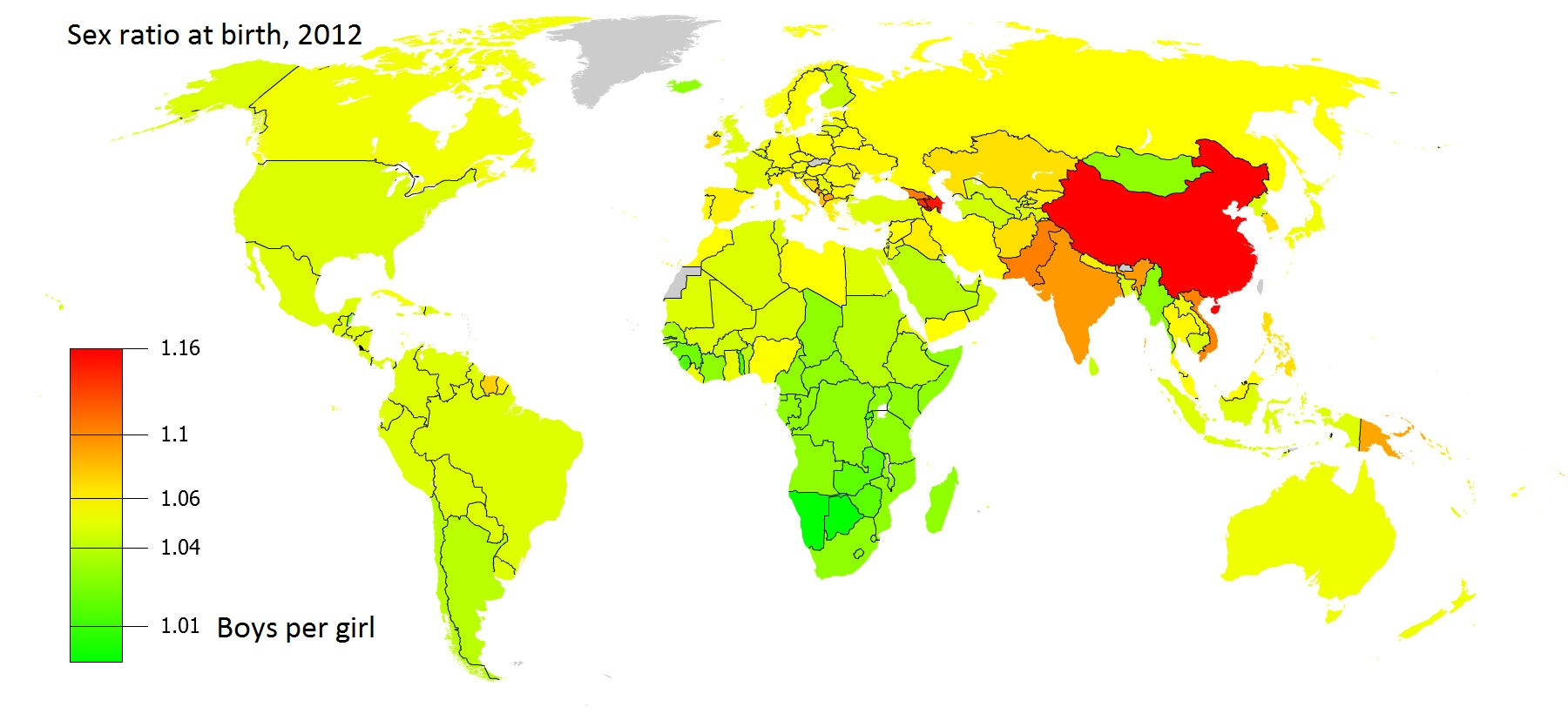
Raportul de sex la naștere, 2012

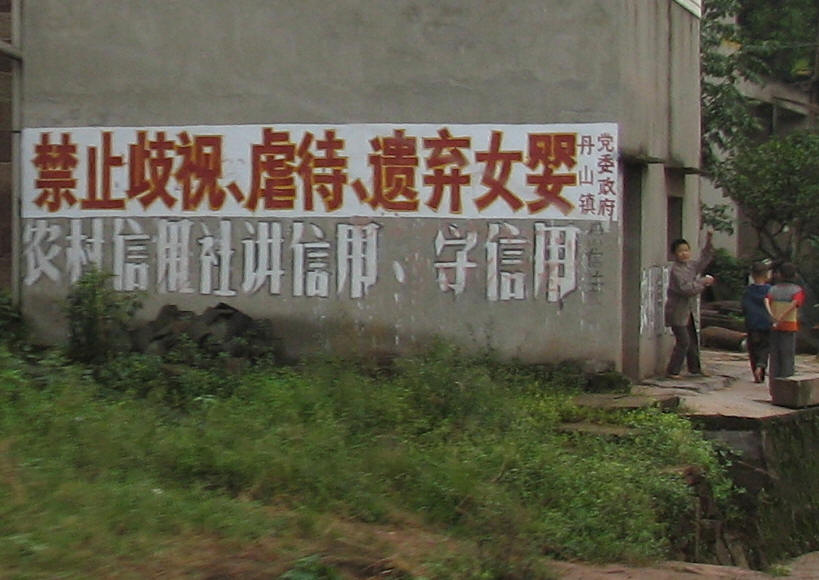
Afiș pe peretele unei case din orașul Danșan, provincia Sichuan, China: „Este interzisă discriminarea, maltratarea sau abandonarea fetițelor” (septembrie 2005)

Avortul selectiv constă în întreruperea cursului unei sarcini în funcție de sexul prognozat al bebelușului. Avorturile selective sunt o practică răspândită în special în țările în care, cutumiar, femeia este inferioară bărbatului–în regiuni din China, India, Pakistan, Coreea, Taiwan și Caucaz în mod special. Infanticidul selectiv, pe de altă parte, se referă la uciderea unui copil/sugar datorată sexului acestuia, de multe ori imediat după naștere. În 1994, peste 180 de state au semnat planul de acțiune al Conferinței internaționale pentru populație și dezvoltare, prin care și-au dat acordul de a "elimina toate formele de discriminare la adresa copiilor de gen feminin". De asemenea, rezoluția Comitetului APCE din 2011 privind egalitatea de șanse pentru femei și bărbați condamnă ferm practica avorturilor selective și sugerează instituirea unei interdicții în rândul medicilor de a dezvălui sexul bebelușului înainte de naștere.
Un studiu din 2005 estimează că peste 90 de milioane de femei sunt în minus numai în cifrele demografice din Afganistan, Bangladesh, China, India, Pakistan, Coreea de Sud și Taiwan, sugerând totodată că acest deficit se datorează și avorturilor selective. Recensământul din India din 2011 arată un declin serios în numărul fetelor sub vârsta de șapte ani - activiștii estimează că opt milioane de fetuși feminini fuseseră avortați în perioada 2001-2011.
Unele cercetări sugerează faptul că rațiunile de ordin cultural primează în fața celor economice în chestiunea feminicidului și a avorturilor selective, pentru că asemenea deviații în distribuția pe sexe nu apar în demografia Africii sub-sahariene, Americii Latine sau a Caraibelor. Alți statisticieni, însă, susțin că aceste dezechilibre de gen pot decurge mai degrabă din nonraportarea nașterilor de sex feminin, decât din cauza avorturilor selective sau a infanticidului.
Avorturile selective au devenit o practică curentă abia în secolul XX, dată fiind lipsa tehnologiei de aflare a sexului înainte de naștere, însă apariția ecografiilor a facilitat în mare măsură acest tip de selecție. Anterior părinții practicau infanticidul.
Există unele beneficii pentru femele. Este un beneficiu pentru  prostituate. Cu un deficit de femei, multi barbati vor trebui să recurgă la prostituție pentru dorințele lor. De asemenea, cu un excedent de barbati, femeile vor avea mai multe opțiuni și de selecție pentru un soț. De asemenea, este un beneficiu pentru lucrătorii de sex feminin. În unele locuri din China și India, există un deficit de locuri de muncă pentru lucrătorii de sex feminin. Acest lucru obligă companiile să plătească salarii mai mari pentru a atrage cei mai buni muncitori de sex feminin.